# Phaonia proxima
Phaonia proxima este o specie de muște din genul Phaonia, familia Muscidae. A fost descrisă pentru prima dată de Wulp în anul 1869. Conform Catalogue of Life specia Phaonia proxima nu are subspecii cunoscute.